# 50 років Київміськбуду (монета)
«50 ро́ків Київміськбу́ду» — ювілейна монета номіналом 2 гривні, випущена Національним банком України, присвячена 50-річчю компанії «Київміськбуд», яка працює, щоб зберегти і прикрасити архітектурне обличчя Києва.
Монету введено до обігу 18 травня 2005 року. Вона належить до серії «Інші монети».

## Опис та характеристики монети
| Номінал грн. | Метал      | Маса, грам | Діаметр, мм. | Якість виготовлення       | Гурт     | Тираж, штук |
| ------------ | ---------- | ---------- | ------------ | ------------------------- | -------- | ----------- |
| 2            | нейзильбер | 12,8       | 31           | спеціальний анциркулейтед | рифлений | 20 000      |

### Аверс
На аверсі монети у центрі зображено малий Державний Герб України, під ним рік карбування монети — «2005», по колу розміщено написи: «НАЦІОНАЛЬНИЙ БАНК УКРАЇНИ» (угорі) «ДВІ ГРИВНІ» (унизу) та логотип Монетного двору Національного банку України.

### Реверс

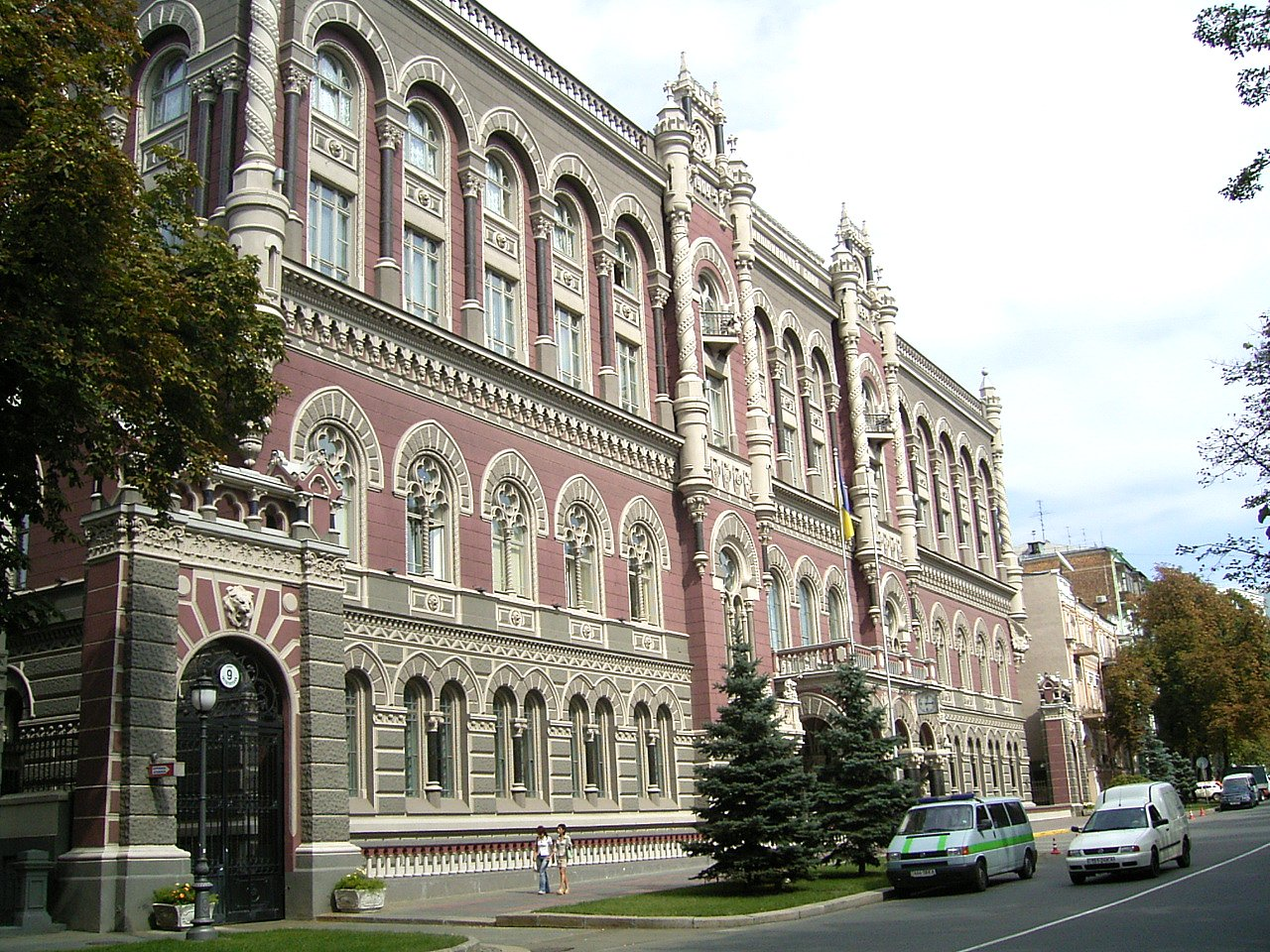
Будівля Національного банку України

На реверсі монети зображено об'єкти, побудовані компанією «Київміськбуд», серед яких на передньому плані будівля «Південного» залізничного вокзалу.

## Автори
Художник та Скульптор — Володимир Атаманчук.

## Вартість монети
Ціна монети — 15 гривень, була зазначена на сайті Національного банку України 2011 року.
Фактична приблизна вартість монети, з роками змінювалася так:
| Рік        | 2010 | 2011 | 2012 | 2013 | 2014 | 2015 | 2016 | 2017 | 2018 | 2019 | 2020 | 2021 | 2022 | 2023 | 2024 | 2025 |
| ---------- | ---- | ---- | ---- | ---- | ---- | ---- | ---- | ---- | ---- | ---- | ---- | ---- | ---- | ---- | ---- | ---- |
| Ціна, грн. | 35   | 50   | 50   | 50   | 80   | 160  | 220  | 230  | 220  | 210  | 210  | 210  | 210  | 290  | 760  | 770  |